# Monete da 50 euro italiane

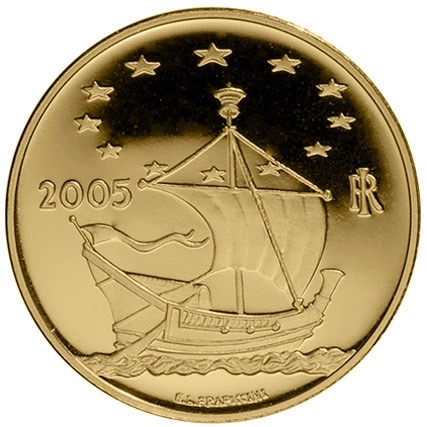
Dritto della serie Europa delle Arti

Quasi tutti i paesi che hanno adottato l'euro come moneta, oltre ai classici valori nominali, hanno coniato anche monete commemorative da collezionismo con valore nominale di € 50.
L'Italia ha iniziato a coniare monete in oro da € 50 nel 2003. Tutte le monete italiane di questo tipo hanno un diametro di 28 mm, un peso di 16,129 grammi e sono in oro 900; la tiratura invece cambia da moneta a moneta così come cambia il soggetto.
Fino ad ora sono state portate avanti 2 serie: dal 2003 al 2010 la serie Europa delle arti, mentre dal 2011 la serie Fauna nell'arte.
Ogni anno si è coniato un solo tipo di moneta eccezione fatta per gli anni 2005 e 2006 nei quali oltre alla moneta della serie Europa delle arti ne è stata coniata anche una dedica ai XX Giochi olimpici invernali, che si sono svolti a Torino nel 2006.
Nel 2017 la moneta non è presente nel programma delle emissioni numismatiche della zecca, al suo posto è stata introdotta una nuova serie dedicata agli Imperatori Romani del valore facciale di 10 euro.

## Specifiche
Tutte le monete commemorative da 50 euro coniate dall'Italia hanno le stesse caratteristiche:
| Titolo   | Oro 900 ± 1 ‰  |
| Peso     | 16,129 g ± 5 ‰ |
| Diametro | 28 mm          |
| Qualità  | Proof          |

## Sommario
| Anno | Tema per Serie                                | Tema per Serie                                | Tema per Serie                                |
| Anno | Europa delle Arti                             | Fauna nell'Arte                               | Altro                                         |
| 2003 | Austria                                       |                                               |                                               |
| 2004 | Danimarca                                     |                                               |                                               |
| 2005 | Francia                                       |                                               | Olimpiadi Invernali Torino 2006               |
| 2006 | Grecia                                        |                                               | Olimpiadi Invernali Torino 2006               |
| 2007 | Norvegia                                      |                                               |                                               |
| 2008 | Portogallo                                    |                                               |                                               |
| 2009 | Spagna                                        |                                               |                                               |
| 2010 | Ungheria                                      |                                               |                                               |
| 2011 |                                               | Roma antica                                   |                                               |
| 2012 |                                               | Medioevo                                      |                                               |
| 2013 |                                               | Rinascimento                                  |                                               |
| 2014 |                                               | Barocco                                       |                                               |
| 2015 |                                               | dal Rococò ai Macchiaioli                     |                                               |
| 2016 |                                               | Età contemporanea                             |                                               |
| 2017 | Moneta non presente nel programma numismatico | Moneta non presente nel programma numismatico | Moneta non presente nel programma numismatico |
| 2018 | Moneta non presente nel programma numismatico | Moneta non presente nel programma numismatico | Moneta non presente nel programma numismatico |
| 2019 | Moneta non presente nel programma numismatico | Moneta non presente nel programma numismatico | Moneta non presente nel programma numismatico |
| 2020 | Moneta non presente nel programma numismatico | Moneta non presente nel programma numismatico | Moneta non presente nel programma numismatico |
| 2021 |                                               |                                               | La riedizione della Lira - 1 Lira             |
| 2022 |                                               |                                               | La riedizione della Lira - 2 Lire             |
| 2023 |                                               |                                               | La riedizione della Lira - 5 Lire             |
| 2023 |                                               |                                               | Eccellenze Italiane: Giorgio Armani           |

## 2003
- Europa delle arti: Austria

| Incisore  | Ettore Lorenzo Frapiccini |
| Emissione | 9 ottobre                 |
| Tiratura  | 6 000 unità               |

Quella del 2003 è la prima moneta commemorativa da 50 euro coniata in Italia ed è anche la prima della serie Europa delle arti, in questo caso dedicata all'Austria. Ettore Lorenzo Frapiccini, autore della moneta, ha scelto di rappresentare sul dritto un vascello, simbolo dell'Europa, che naviga sotto le dodici stelle dell'Unione europea, a destra il simbolo RI, a sinistra l'anno di emissione e in basso la firma E. L. Frapiccini.
Il dritto di questa prima moneta si ripeterà identico in tutte le monete della serie, eccezion fatta per l'anno di emissione. Il rovescio invece cambia di anno in anno a seconda del paese a cui è dedicata la moneta, per questa è stato scelto un particolare del dipinto Le tre età della donna del pittore viennese Gustav Klimt; appena sotto questo vi è la scritta G. KLIMT, in alto troviamo la dicitura EUROPA DELLE ARTI e a destra il simbolo della Zecca R.

## 2004
- Europa delle arti: Danimarca

| Incisore rovescio | Claudia Momoni |
| Emissione         | 4 ottobre      |
| Tiratura          | 3 200 unità    |

Per la seconda moneta della serie Europa delle arti è stata scelta la Danimarca ed in particolare l'opera la notte del danese Bertel Thorvaldsen, riprodotta al centro del rovescio, all'interno di un motivo circolare; in alto campeggia la scritta EUROPA DELLE ARTI mentre in basso troviamo il valore nominale e il simbolo dell'IPZS R; inoltre troviamo la firma dell'autore dell'opera B. THORVALDSEN e quello dell'autrice del rovescio MOMONI. Per quanto riguarda il dritto è il medesimo che troviamo sulla moneta del 2003.

## 2005
- Europa delle arti: Francia

| Incisore  | Ettore Lorenzo Frapiccini |
| Emissione | 3 novembre                |
| Tiratura  | 2 300 unità               |

Protagonista della serie Europa delle artidel 2005 è la Francia, infatti, l'autore Frapiccini sceglie per il rovescio della moneta una scultura di Degas, in particolare l'opera Ballerina di quattordici anni 1880, che viene raffigurata al centro con appena sotto la dicitura E. DEGAS, mentre tutto intorno la scritta EUROPA DELLE ARTI. Sulla sinistra vi è il simbolo di zecca R e a destra il valore nominale (50 EURO). Sul rovescio non è riportata la firma dell'autore che è invece riportata sul recto, inquinato Frapiccini è l'autore del dritto che contraddistingue tutte le monete della serie Europa delle arti.

- XX Giochi olimpici invernali Torino 2006

| Incisore dritto   | Roberto Mauri   |
| Incisore rovescio | Uliana Pernazza |
| Emissione         | 25 novembre     |
| Tiratura          | 6 000 unità     |

Questa è la prima di due monete da 50 euro in oro dedicate ai XX Giochi olimpici invernali di Torino del 2006. Al centro del dritto troviamo il logo ufficiale dei giochi al disotto del quale, c'è la scritta TORINO 2006 e i cerchi olimpici. Alla destra del logo si trova una m, cifra dell'autore del recto Roberto Mauri, mentre a sinistra è riportato il simbolo di zecca R. Tutto in tondo la scritta REPUBBLICA ITALIANA. Il rovescio è ad opera di Uliana Pernazza, che ha scelto di rappresentarvi la statua equestre di Vittorio Emanuele di Savoia che si trova in piazza San Carlo a Torino, con in trasparenza un tedoforo stilizzato. In alto campeggia la scritta XX Giochi Olimpici Invernali, mentre in basso troviamo il valore nominale, l'anno di emissione (2005) e la firma dell'autrice U. PERNAZZA. Dei seimila esemplari coniati 650 sono stati destinati al Comitato Torino 2006 e 2000, tutti incapsulati, al mercato estero. 

## 2006
- XX Giochi olimpici invernali Torino 2006

| Incisore dritto   | Roberto Mauri  |
| Incisore rovescio | Claudia Momoni |
| Emissione         | 3 gennaio      |
| Tiratura          | 4 400 unità    |

Questa è la seconda delle monete da 50 euro dedicate ai XX Giochi olimpici invernali di Torino; il dritto è il medesimo della moneta precedente, coniata nel 2005, mentre, questa volta, il rovescio riporta un tedoforo circondato da elementi geometrici, il tutto stilizzato. In basso troviamo l'anno di emissione (2006), il valore nominale 50 EURO, disposto su due livelli, e la firma dell'autrice del rovescio MOMONI; tutto intorno la scritta XX GIOCHI OLIMPICI INVERNALI. 
- Europa delle arti: Grecia

| Incisore  | Ettore Lorenzo Frapiccini |
| Emissione | 30 novembre               |
| Tiratura  | 1 792 unità               |

Per la serie Europa delle arti del 2006 è stata scelta la Grecia, infatti, al centro del rovescio della moneta è riprodotto un bassorilievo, raffigurante due cavalieri, proveniente dal fregio del Partenone di Atene. Sotto alla riproduzione si trova il valore nominale (50 EURO) su due livelli, a sinistra di questo il simbolo di zecca R e a destra l'autore del bassorilievo FIDIA. In tondo la scritta EUROPA DELLE ARTI. Il recto è uguale, eccezion fatta per l'anno di conio, a tutte le altre monete da 50 euro della serie Europa delle arti. L'autore del recto e del rovescio è Ettore Lorenzo Frapiccini.

## 2007
- Europa delle arti: Norvegia

| Incisore  | Ettore Lorenzo Frapiccini |
| Emissione | 24 ottobre                |
| Tiratura  | 2 000 unità               |

Ettore Lorenzo Frapiccini, autore di questa moneta, ha eletto a rappresentante dell'arte norvegese il celebre urlo di Edvard Munch. Questo dipinto è riprodotto al centro del rovescio, subito al di sotto del quale è possibile leggere il nome dell'artista (E. MUNCH) e il valore nominale 50 EURO, disposto su due livelli. A destra, invece, è presente il simbolo di zecca R e tutto intorno la dicitura EUROPA DELLE ARTI. Il recto è anch'esso di Frapiccini e presenta lo stesso soggetto di tutte le altre monete della serie Europa delle arti. 
Dei duemila pezzi coniati 600 sono stati venduti nella capsula protettiva. 

## 2008
- Europa delle arti: Portogallo

| Incisore  | Ettore Lorenzo Frapiccini |
| Emissione | 30 settembre              |
| Tiratura  | 1 689 unità               |

La Torre di Belém rappresenta il Portogallo in questa moneta della serie Europa delle arti. Essa è rappresentata al centro del rovescio con a destra il valore nominale disposto su due file, sotto la dicitura GOTICO MANUELINO seguita dal simbolo del IPZS R e tutto intorno il titolo della serie EUROPA DELLE ARTI. L'autore del recto e del rovescio è Ettore Lorenzo Frapiccini.
Inizialmente la tiratura prevista era di duemila pezzi che è stata poi ridotta a 1689 esemplari. 

## 2009
- Europa delle arti: Spagna

| Incisore  | Ettore Lorenzo Frapiccini |
| Emissione | 16 novembre               |
| Tiratura  | 1 600 unità               |

Ettore Lorenzo Frapiccini è l'autore anche di questa moneta dedicata all'arte spagnola. Egli ha scelto di rappresentare sul rovescio il particolare delle guglie della Sagrada Família di Barcellona, opera dell'architetto Antoni Gaudí. Al disotto del particolare si trova il nome dell'artista A. GAUDI oltre che il simbolo di zecca R; a sinistra troviamo invece il valore nominale disposto su due livelli (50 EURO) e intorno la scritta EUROPA DELLE ARTI. Il dritto, come in tutte le monete della serie, è il medesimo, anch'esso opera di Ettore Lorenzo Frapiccini. 

## 2010
- Europa delle arti: Ungheria

| Incisore  | Ettore Lorenzo Frapiccini |
| Emissione | 15 novembre               |
| Tiratura  | 1 350 unità               |

Per rappresentare l'Ungheria è stato scelto di rappresentare, sul rovescio di questa moneta, un particolare del dipinto Rozsi Szinyei Morse del pittore Szinyei Merse, il cui nome è riportato in basso. Sulla sinistra c'è una R, simbolo di zecca; sulla sinistra è riportato, invece, il valore nominale su due livelli (50 EURO). Tutto intorno la scritta EUROPA DELLE ARTI. Frapiccini è l'autore sia del rovescio che del recto che è in comune a tutte le monete della serie Europa delle arti.
Originariamente erano presenti 1500 pezzi. 

## 2011
- Fauna nell'arte: Roma Antica

| Incisore  | Valerio De Seta |
| Emissione | 18 luglio       |
| Tiratura  | 1 000 unità     |

Per questa moneta dedicata all'arte della Roma Antica si è scelto di rappresentare sul dritto la testa di Roma con elmo e la scritta, tutto intorno, REPUBBLICA ITALIANA. Per il rovescio è, invece, stato scelto un particolare di un mosaico, conservato al Museo nazionale romano, raffigurante un gatto nell'atto di catturare un volatile.Sopra la scritta FAUNA, l'anno (2011) e il simbolo della zecca R; sotto il valore nominale (50 EURO), la firma V. DE SETA e la scritta NELL'ARTE.

## 2012
- Fauna nell'arte: Medioevo

| Incisore  | Annalisa Masini |
| Emissione | 9 luglio        |
| Tiratura  | 1 285 unità     |

Annalisa Masini, autrice di questa moneta, ha raffigurato sul dritto il vecchio simbolo della Zecca di Modena, una M con 2 globi all'interno di questa: tutto intorno la dicitura REPUBBLICA ITALIANA e il contorno di perline. Il rovescio riporta, invece, un particolare di un bassorilievo del protiro del Duomo di Modena raffigurante dei serpenti e due leoni. Nella parte superiore la scritta FAUNA e l'anno di conio (2012) e il simbolo della zecca R; in quella inferiore la firma dell'artista A.Masini, il valore nominale e la scrittaNELL'ARTE. 

## 2013
- Fauna nell'arte: Rinascimento

| Incisore  | Valerio De Seta |
| Emissione | 5 giugno        |
| Tiratura  | 1 100 unità     |

La moneta da 50 euro del 2013, riporta sul dritto il Marzocco, leone che sorregge con una zampa uno scudo riportante il giglio bottonato fiorentino; tutto intorno vi è la scritta REPUBBLICA ITALIANA e in basso un piccolo giglio. Il tutto circondato da perline. Sul rovescio troviamo invece la riproduzione di una medaglia fusa da Pisanello ritraente Gianfrancesco Gonzaga a cavallo; a destra è presente la scritta FAUNA NELL'ARTE, a sinistra, su due livelli, il valore nominale (50 euro) e il simbolo della Zecca dello Stato R. In basso l'anno e la firma dell'autore V. DE SETA.

## 2014
- Fauna nell'arte: Barocco

| Incisore  | Valerio De Seta |
| Emissione | 25 marzo        |
| Tiratura  | 750 unità       |

Questa moneta dedicata al Barocco è stata disegnata da Valerio De Seta che per il dritto ha scelto uno scorcio di Piazza della Minerva a Roma con l'obelisco in primo piano, da sinistra a destra la scritta REPUBBLICA ITALIANA e in basso a destra la firma V. DE SETA. Sul rovescio è invece presente il patrocinare dell'elefante alla destra del quale la R a sinistra l'anno di emissione, al disotto il valore nominale mentre in alto da sinistra a destra la scritta FAUNA NELL'ARTE.

## 2015
- Fauna nell'arte: dal Rococò ai Macchiaioli

| Incisore  | Annalisa Masini |
| Emissione | 20 aprile       |
| Tiratura  | 900 unità       |

Annalisa Masini è l'autrice di questa moneta che riporta sul dritto due cani ispirati alla fontana Diana e Atteone della Reggia di Caserta; al disotto di questi la firma A. MASINI mentre tutto intorno la scritta REPUBBLICA ITALIANA. Il rovescio è invece ispirato al quadro La Sosta di Giovanni Fattori, infatti, sono rappresentati due buoi di fronte ad un contadino in riposo; sopra i buoi l'anno di emissione, sotto il valore nominale e R mentre tutto intorno la scritta FAUNA NELL'ARTE.

## 2016
- Fauna nell'arte:l'Età contemporanea

| Incisore  | Valerio De Seta |
| Emissione | 24 settembre    |
| Tiratura  | 900             |

Il dritto di questa moneta riporta il particolare della giovane Italia trionfante tratto dal fregio dell'aula del palazzo Montecitorio di Giulio Aristide Sartorio. Sopra e a destra della figura, su due righe, è riportata la scritta REPUBBLICA ITALIANA, distanziata da una stella a quattro punte. Il nome dell'autore V. DE SETA (Valerio De Deta) è riportato verticalmente sul fianco sinistro della Giovane Italia. In basso a destra il segno di zecca (R). Il soggetto del rovescio è sempre un particolare del fregio di Montecitorio di Sartorio e più precisamente il cavaliere che agita i colori d'Italia; al di sopra di questa figura la scritta FAUNA NELL'ARTE, a destra l'anno di conio e in basso a sinistra su due righe il valore nominale, 50 EURO. In giro, sia sul dritto che sul rovescio, è presente un cerchio di perline. Il bordo è finemente zigrinato.

## 2021
- La riedizione della Lira - 1 Lira

| Incisore  | Maria Angela Cassol |
| Emissione | 4 novembre          |
| Tiratura  | 1 999               |

Sul dritto è riportata la rappresentazione del dritto della moneta da 1 Lira emessa nel 1951 che raffigurava una bilancia con la
scritta, nel giro, REPUBBLICA • ITALIANA. In esergo, il nome dell’autore CASSOL; intorno, cerchio di perline.
Sul rovescio è riportata la rappresentazione del rovescio della moneta da 1 lira raffigurante una cornucopia affiancata al numero 1 indicativo del suo valore negli anni Cinquanta. Nel campo di sinistra, in successione, il valore 50 EURO, 2021, anno di emissione della moneta, e R, identificativo della Zecca di Roma; intorno, cerchio di perline. 

## 2022
- La riedizione della Lira - 2 Lire

| Incisore  | Maria Angela Cassol |
| Emissione | 9 marzo             |
| Tiratura  | 999                 |

Sul dritto è riportata la rappresentazione del dritto della moneta da 2 Lire emessa dal 1953 che raffigurava un’ape con, nel giro, la scritta REPUBBLICA • ITALIANA e in esergo, il nome dell’incisione CASSOL; intorno, cerchio di perline.
Sul rovescio è riportato invece il rovescio della stessa moneta da 2 Lire raffigurante un ramo d’ulivo affiancato al numero 2. Nel campo di sinistra, l'anno di emissione della moneta, 2022; nel campo di destra, R, identificativo della Zecca di Roma e in basso, il valore nominale 50 EURO; intorno, cerchio di perline. 

## 2023
- Eccellenze Italiane: Giorgio Armani

| Incisore  | Annalisa Masini |
| Emissione | 11 luglio       |
| Tiratura  | 500             |

Sul dritto si può vedere la facciata di Palazzo Orsini delimitato dalla scritta GIORGIO ARMANI sopra e sotto  Palazzo Orsini . Sul rovescio la scritta Giorgio Armani, l'identificativo della zecca di Roma R e il valore nominale (50€)
- La riedizione della Lira - 5 Lire

| Incisore  | Maria Angela Cassol |
| Emissione | 18 settembre '      |
| Tiratura  | 999                 |

Sul diritto si può vedere il simbolo iconico delle 5 lire: il timone. Sul rovescio si può vedere il delfino, il valore nominale e l'identificativo della zecca di Roma R